# 郭 (姓)
郭（かく）は、姓の一つ。

## 中華圏
郭（グォ）は、中華圏の姓の一つ。
2020年の中華人民共和国の第7回全国人口調査（国勢調査）に基づく姓氏統計によると中国で16番目に多い姓であり、1585.67万人がいる。台湾の2018年の統計では第15位で、351,979人がいる。

### 著名な人物
歴史上の人物
- 郭隗 - 春秋燕の政治家。
- 郭巨 - 後漢の人。二十四孝の一人。
- 郭泰 - 後漢の儒学者。
- 郭汜 - 後漢末期の董卓の部将。
- 郭図 - 後漢末期の袁紹軍の参謀。
- 郭嘉 - 後漢末期から三国時代の政治家。曹操に仕えた。
- 郭淮 - 三国時代の魏の将軍。蜀漢の北伐撃退に功があった。
- 郭象 - 西晋の思想家。
- 郭璞 - 晋の文学者・卜者。
- 郭子儀 - 唐の軍人・政治家。
- 郭威 - 後周の初代皇帝。
- 郭煕 - 北宋の画家。
- 郭忠恕 - 北宋の画家。
- 郭侃 - 元の将軍。
- 郭守敬 - 元の天文学者・暦学者。
- 郭子興 - 元末の群雄の一人。
- 郭嵩燾 - 清末の外交官。
- 郭雲深 - 中華民国の武術家。
- 郭沫若 - 中華民国・中華人民共和国の文学者・歴史家・政治家。

台湾の人物
- 郭源治 - プロ野球選手。
- 郭泰源 - プロ野球選手。
- 郭泓志 - プロ野球選手。
- 郭建成 - プロ野球選手。
- 郭嚴文 - プロ野球選手。
- 郭阜林 - プロ野球選手。
- 郭俊麟 - プロ野球選手。
- 郭台銘 - 台湾の実業家。

香港の人物
- アーロン・クオック（郭富城） - 俳優。

アメリカの人物
- 郭文貴

## 朝鮮
郭（クァク）は、朝鮮の姓の一つ。2015年に203,188人がいる。

### 著名な人物
- 郭鏡 - 北宋の弘農から1133年に高麗に渡来した。
- 郭再祐 - 朝鮮中期の義兵指導者。
- 郭尚勲 - 韓国の政治家。元国会議長。
- 郭義栄 - 韓国の国会議員。
- 郭泰珍 - 韓国の国会議員。
- 郭正出（朝鮮語版） - 韓国の国会議員。
- 郭定鉉 - 韓国の国会議員。
- 郭泳達（朝鮮語版） - 韓国の国会議員。
- 郭成文（朝鮮語版） - 韓国の国会議員。
- 郭貞淑（朝鮮語版） - 韓国の国会議員。
- 郭大勲（朝鮮語版） - 韓国の国会議員。
- 郭尚道（朝鮮語版） - 韓国の国会議員。
- クァク・ジェヨン（郭在容） - 映画監督。
- クァク・ジミン（朝鮮語版）（郭智敏） - 女優。
- クァク・チギュン（朝鮮語版） - 映画監督。本名は郭楨均（クァク・チョンギュン）。
- クァク・キョンテク（朝鮮語版）（郭暻澤） - 映画監督。
- 郭大成（クァク・デソン） - 柔道家。
- 郭熙柱（クァク・ヒジュ） - サッカー選手。
- 郭泰輝（クァク・テフィ） - サッカー選手。
- 郭珉整（クァク・ミンジョン） - フィギュアスケート選手。
- 郭潤起（朝鮮語版）（クァク・ユンギ） - スケート選手。
- 郭英敏（クァク・ヨンミン） - 韓国系アメリカ人でアイドルグループNU'ESTのメンバー。
- 長州力 - 本名は郭光雄。韓国系日本人のプロレスラー。

### 氏族
本貫は玄風・清州・善山・海美・餘美・鳳山など文献上では50余本が伝えるが、清州郭氏以外は皆玄風郭氏の分派であり、この2つ以外の系譜は定かでない。朝鮮時代の文科及第者は57人、この中玄風郭氏30人、清州郭氏14人である。
| 氏族（本貫） | 始祖   | 人数（2015年） |
| ------------ | ------ | -------------- |
| 江陵郭氏     |        | 119            |
| 慶州郭氏     |        | 33             |
| 高敞郭氏     |        | 7              |
| 光山郭氏     |        | 12             |
| 苟山郭氏     |        | 11             |
| 金海郭氏     |        | 26             |
| 羅州郭氏     |        | 18             |
| 南安郭氏     |        | 9              |
| 達城郭氏     |        | 5              |
| 大邱郭氏     |        | 7              |
| 東萊郭氏     |        | 18             |
| 毛風郭氏     |        | 6              |
| 茂渓郭氏     |        | 9              |
| 茂山郭氏     |        | 7              |
| 文峰郭氏     |        | 6              |
| 密陽郭氏     |        | 49             |
| 鳳山郭氏     | 郭鳳   | 6              |
| 瑞山郭氏     |        | 16             |
| 西原郭氏     |        | 8              |
| 瑞興郭氏     |        | 24             |
| 善山郭氏     | 郭佑賢 | 8,325          |
| 宣川郭氏     |        | 5              |
| 宣豊郭氏     |        | 52             |
| 城南郭氏     |        | 5              |
| 星山郭氏     |        | 14             |
| 星豊郭氏     |        | 5              |
| 蘇礼郭氏     |        | 7              |
| 水原郭氏     |        | 6              |
| 粛川郭氏     |        | 13             |
| 順天郭氏     |        | 22             |
| 順豊郭氏     |        | 9              |
| 順興郭氏     |        | 11             |
| 新豊郭氏     |        | 19             |
| 安東郭氏     |        | 13             |
| 安山郭氏     |        | 5              |
| 礪山郭氏     |        | 6              |
| 延安郭氏     |        | 5              |
| 延豊郭氏     |        | 10             |
| 烏山郭氏     |        | 7              |
| 完山郭氏     |        | 14             |
| 蔚山郭氏     |        | 17             |
| 義城郭氏     |        | 9              |
| 仁同郭氏     |        | 8              |
| 仁川郭氏     |        | 17             |
| 長淵郭氏     |        | 10             |
| 全州郭氏     |        | 73             |
| 貞豊郭氏     |        | 14             |
| 済州郭氏     |        | 84             |
| 晋州郭氏     |        | 8              |
| 昌陽郭氏     |        | 14             |
| 昌州郭氏     |        | 8              |
| 清峰郭氏     |        | 10             |
| 清州郭氏     | 郭祥   | 20,713         |
| 清風郭氏     |        | 354            |
| 忠州郭氏     |        | 29             |
| 坡山郭氏     |        | 5              |
| 坡平郭氏     |        | 6              |
| 苞山郭氏     |        | 1,166          |
| 豊玄郭氏     |        | 8              |
| 漢陽郭氏     |        | 75             |
| 咸平郭氏     |        | 13             |
| 咸豊郭氏     |        | 34             |
| 海南郭氏     |        | 16             |
| 海美郭氏     | 郭縄   | 3,025          |
| 海州郭氏     |        | 5              |
| 海平郭氏     |        | 10             |
| 憲豊郭氏     |        | 13             |
| 玄岡郭氏     |        | 7              |
| 玄徳郭氏     |        | 7              |
| 玄東郭氏     |        | 10             |
| 玄峰郭氏     |        | 672            |
| 玄風郭氏     | 郭鏡   | 166,608        |
| 亨豊郭氏     |        | 17             |
| 洪州郭氏     |        | 11             |
| 歓城郭氏     |        | 8              |

## ベトナム
郭（クアック）は、ベトナムの姓の一つ。

### 著名な人物
- 郭廷宝（ベトナム語版） - 後黎朝初期の政治家。
- 郭有厳（ベトナム語版） - 後黎朝初期の政治家。郭廷宝の弟。
- クアック・ダム（ベトナム語版）（郭琰） - 潮洲出身の華僑の富豪。
- クアック・ティ・ホー（ベトナム語版） - 伝統音楽のカーチュー（英語版）歌手。

## 日本
郭姓は中国系に由来する明系の姓であり、古くより漢姓として知られる。日本では江戸時代初期より見られる。明暦年間（1655年～1658年）に、明国の医師であった郭玄関が、清朝成立に伴う政変を避けて16歳で長崎に渡来・帰化したと伝えられている。玄関は長崎で漢方と蘭方医学の双方を修め、医師として活動した。その子孫は代々医業を継ぎ、第2代は紀州藩主徳川光貞の招聘により江戸詰医および紀州藩医となり、以降、明治維新に至るまで歴代の郭姓が藩医を務めた。明治時代には、廃藩置県後も和歌山で医学に従事し、特に第5代の郭百甫は明治7年（1874年）、和歌山初の医学校兼医院を開設し、地域における近代医学教育と医師育成に貢献した。
また、鹿児島県の奄美群島においても「郭」は一字姓として見られ、鹿児島県大島郡喜界町伊実久においては、1879年（明治12年）の戸籍記録にその存在が確認されている。